# بطولة إفريقيا للجودو 2021
بطولة أفريقيا للجودو 2021 هي النسخة 39 من بطولة أفريقيا للجودو، أقيمت في تونس العاصمة (تونس) بين 20 و22 ماي 2021.